# Вишневская, Инна Люциановна
И́нна Люциа́новна Вишне́вская (28 апреля 1925 года, Армавир, Северо-Кавказский край, РСФСР, СССР — 23 ноября 2018 года, Москва, Россия) — советская и российская писательница, педагог, литературовед, театральный и литературный критик. Доктор искусствоведения (1974), профессор (1976). Заслуженный деятель искусств РСФСР (1981).

## Биография
В 1947 г. окончила театроведческий факультет ГИТИС имени А. В. Луначарского, затем работала в Среднеазиатском институте советского театра (Ташкент). С 1952 г. — член Союза писателей СССР; член Союза писателей Москвы.
В 1960-е годы — ведущий научный сотрудник отдела театра ВНИИ искусствознания. С 1965 г. преподаёт в Литературном институте им. М. Горького, вела семинар драматургов (совместно с В. С. Розовым).
В 1970-е — 2011 гг. преподавала в ГИТИСе: вела театроведческие курсы, читала спецкурсы по истории русского театра и драматургии.
Член-корреспондент Академии русской словесности.
Участвовала в работе Оргкомитета Московского театрально-телевизионного смотра «Гоголь сегодня». В 1992—2005 гг. входила в состав Комиссии по Государственным премиям Российской Федерации в области литературы и искусства при Президенте Российской Федерации.
Скончалась 23 ноября 2018 года. Похоронена на Востряковском кладбище рядом с мужем.

### Семья
Муж — Владимир Александрович Эуфер (1919—2004), профессор Щукинского театрального училища. С 1962 по 1983 год жила с мужем в ЖСК «Советский писатель»: 2-я Аэропортовская улица, д. 16, корпус 3 (с 1969: Красноармейская улица, д. 23).

## Научная деятельность
В 1952 г. защитила кандидатскую, в 1974 — докторскую диссертацию.
Основные направления исследований — классическая и современная драматургия, история русского сценического искусства и театральная критика, классическая и современная литература.
Автор более 1000 печатных работ — статей, монографий.

## Избранная библиография
- Вишневская И. Л. Борис Лавренёв. — М.: Сов. писатель, 1962. — 283 с. — 8500 экз.
- Вишневская И. Л. Константин Симонов: Очерк творчества. — М.: Сов. писатель, 1966. — 184 с. — 20 000 экз.
- Вишневская И. Л. Алексей Арбузов: Очерк творчества. — М.: Сов. писатель, 1971. — 231 с. — 10 000 экз.
- Вишневская И. Л. Гоголь и его комедии. — М.: Наука, 1976. — 256 с. — 15 300 экз.
- Вишневская И. Л. Комедия на орбите: [О А. Е. Макаенке]: Очерк творчества. — М.: Сов. писатель, 1979. — 238 с. — 10 000 экз.
- Вишневская И. Л. Трудовые будни в свете рампы: Пьесы и спектакли 70-х гг. — М.: Искусство, 1982. — 158 с. — 10 000 экз.
- Вишневская И. Л. Драматургия верна времени: Кн. для учителя. — М.: Просвещение, 1983. — 159 с. — 100 000 экз.
- Вишневская И. Л. Артист Михаил Ульянов. — М.: Сов. Россия, 1987. — 223 с. — (Люди Советской России). — 100 000 экз.
- Вишневская И. Л. Действующие лица: Заметки о путях драматургии. — М.: Сов. писатель, 1989. — 313 с. — 62 000 экз. — ISBN 5-265-00926-4.
- Вишневская И. Л. Театр Тургенева: (Некоторые проблемы интерпретации классики на советской сцене). — М.: Наука, 1989. — 304 с. — 3500 экз. — ISBN 5-02-012686-1.
- Вишневская И. Л. Михаил Ульянов. — М.: Изд-во Агентства печати «Новости», 1989. — 87 с. — (Мастера советской культуры).
- Вишневская И. Л. Аплодисменты в прошлое: А. П. Сумароков и его трагедии. — М.: Изд-во Лит. ин-та, 1996. — 263 с. — 2000 экз. — ISBN 5-7060-0014-X.
- Вишневская И. Л. Талант и поклонники: (А. Н. Островский и его пьесы). — М.: Наследие, 1999. — 216 с. — 500 экз. — ISBN 5-201-13341-X.
- Вишневская И. Л. Мои бульвары. — М.: Изд-во Ин-та иностр. яз., 2000. — 23 с. — (Природное и культурное наследие Москвы). — 500 экз. — ISBN 5-88966-020-9.

### Коллективное
- История советского драматического театра / Ред. колл.: А. Анастасьев и др. — М.: Наука, 1969.
  - Вишневская И. Л., Гозенпуд А., Перегудова Е. и др. 1941—1953. — М.: Наука, 1969. — Т. 5. — 736 с. — 14 500 экз.
- Вишневская И. Л., Егошина О. В., Короткова Н. И. и др. История русского драматического театра от его истоков до конца XX века : [учеб. для студентов вузов, обучающихся по направлению подгот. бакалавров 530400 Театральное искусство, специальностям 050400 Театроведение, 050100 Актерское искусство, 050200 Режиссура театра, 050300 Технология художественного оформления спектакля, 053900 Сценография] / Отв. ред. Н. С. Пивоварова. — М.: ГИТИС, 2005. — 733 с. — (Academia XXI : Учебники и учебные пособия по культуре и искусству). — 1500 экз. — ISBN 5-7196-0246-1.
  - . — 2-е изд., испр. — М.: ГИТИС, 2009. — 700 с. — 1000 экз. — ISBN 978-5-91328-053-4.
  - . — 3-е изд., испр. — М.: ГИТИС, 2011. — 700 с. — 1000 экз. — ISBN 978-5-91328-083-1.

## Награды
- Орден Дружбы народов (22 августа 1986 года).
- Заслуженный деятель искусств РСФСР (18 мая 1981 года)[3].
- Благодарность Министра культуры Российской Федерации (14 октября 2003 года) — за выдающийся личный вклад в становление и развитие отечественного театроведения и литературоведения[14].
- Благодарность Министра культуры и массовых коммуникаций Российской Федерации (14 апреля 2005 года) — за многолетний плодотворный труд и личный вклад в сохранение и развитие отечественной культуры[15].
- премия Союза писателей СССР (1983)
- премия «Литературной России» (1984)
- премия города Москвы (2004) в номинации «Просветительская деятельность» — за многолетнюю и плодотворную научно-педагогическую деятельность
- медаль.